# Kodai Watanabe
Kodai Watanabe (jap. 渡辺 広大 Watanabe Kodai; ur. 4 grudnia 1986) – japoński piłkarz występujący na pozycji obrońcy. Obecnie występuje w Renofa Yamaguchi FC.

## Kariera klubowa
Od 2005 roku występował w klubach Vegalta Sendai, Montedio Yamagata i Renofa Yamaguchi FC.